# 山本里菜
山本里菜（1994年6月22日—），出身於千葉縣千葉市，是日本TBS電視台女性播報員。

## 來歷
她出身於日本千葉縣千葉市，身高156公分。青山學院大學文學部英美文學科畢業。就讀青山學院大學時曾參加「青山小姐比賽2014」，雖然晉級決賽但最終未獲大獎，當屆比賽亞軍日比麻音子後來成為她在TBS電視台的前輩。在學時期加入了以大學生藝人為多數的經紀公司SPROUT，以自由主播的身分登上多個電視節目。
2017年4月，進入TBS電視台，同期入社的主播還包括喜入友浩、山形純菜。當年7月18日，與同期共三人為了宣傳「Delicious Sacas」活動而出演廣播節目《毒蝮三太夫的音樂禮物》。
2023年宣布離開TBS電視台，並於同年10月31日離任。隨後重新成為自由主播。
2024年4月起在FM東京 THE TRAD節目擔任週一及週二之助理。並在2024年9月30日起，在TokyoMX擔任冠名節目「您好，里菜！」之主播（為出道以來首次）。

## 人物
2022年3月25日與交往3年的男性結婚。

## 主持節目

### 現在主持節目
您好，里菜！（ TokyoMX，2024年9月30日 - ） - 主播（週一 - 週四）

### 過去主持節目

#### TBS入社前
- 《每日cent. Force》（BS SKY PerfecTV!（日语：BSスカパー!）、2014年）[3]
- 《BS富士NEWS（日语：BSフジNEWS）》（BS富士、2014年5月－11月） - 第26期學生主持人，負責星期二上午新聞播報及天氣預報[1][3]
- 《Good!Morning（日语：グッド!モーニング）》（朝日電視台、2015年4月－9月） - 星期四、星期五娛樂新聞播報員[4][13]

## 演出

### 電視劇
- 電視劇10《美女與男子》（NHK綜合） - 飾演 天氣姊姊[3]

## 外部連結
- 山本 里菜：アナウンサー名鑑｜TBSテレビ：アナウンスBoo!! （页面存档备份，存于） （日語）
- TBSテレビ アナウンスBoo!!｜新人修行之記〜TBSアナウンサー新人研修日誌2017 （页面存档备份，存于） （日語）
- .   [2017-09-24]. （原始内容存档于2016-03-08）. （日語）